# قائمة رؤساء غلمدغ
رؤساء غلمدغ  (بالصومالية: Madaxwaynayaasha Galmudug)‏ رئيس غلمدغ هو رأس حكومة ولاية غلمدغ، وهي ولاية اتحادية في جمهورية الصومال الفيدرالية. ينتخب الرئيس ونائب الرئيس لمدة أربع سنوات، ويمكن أن يخدما فترتين متتاليتين.

## قائمة
| الرقم | الصورة | الرئيس (ميلاد–وفاة)           | مدة الولاية   | مدة الولاية    | نائب رئيس                 | حزب سياسي | حزب سياسي           |
| ----- | ------ | ----------------------------- | ------------- | -------------- | ------------------------- | --------- | ------------------- |
| 1     |        | محمد ورسمي علي (1937–2019)    | 14 أغسطس 2006 | 14 أغسطس 2009  | عبد السلام حاج أحمد ليبان |           | سياسي مستقل         |
| 2     |        | محمد أحمد عالم (–)            | 14 أغسطس 2009 | 1 أغسطس 2012   | عبد الصمد نور             |           | سياسي مستقل         |
| 3     |        | عبدي قيبديد (1948–)           | 1 أغسطس 2012  | 23 يوليو 2015  | عبد الصمد نور جوليد       |           | سياسي مستقل         |
| 4     |        | عبد الكريم حسين جوليد (1966–) | 23 يوليو 2015 | 26 فبراير 2017 | محمد حاشي عبدي            |           | حزب السلام والتنمية |
| 5     |        | أحمد دعالي جيلي (1949–)       | 3 مايو 2017   | 2 فبراير 2020  | محمد حاشي عبدي            |           | سياسي مستقل         |
| 6     |        | أحمد عبدي كاري (1968–)        | 2 فبراير 2020 | الرئيس الحالي  | علي طاهر عيد              |           | سياسي مستقل         |